# Casarea dussumieri
Casarea dussumieri је гмизавац из реда Squamata и фамилије Bolyeridae.

## Угроженост
Ова врста се сматра угроженом.

## Распрострањење
Врста је присутна у следећим државама: Мадагаскар и Маурицијус.

## Станиште
Врста Casarea dussumieri је присутна на подручју острва Мадагаскар.